# 地温勾配
地温勾配（ちおんこうばい、英: geothermal gradient）とは、地下深度に対する温度上昇率のこと。地下増温率とも言う。地下は一般に、地熱により深いところほど温度が高い。この温度上昇率が地温勾配である。
日本の地殻浅部で、付近に火山など熱異常の原因となるものがない場所では、地温勾配は0.03℃/m前後（100mにつき3℃）であることが知られている。地熱の約45～85%は地殻に含まれる元素の放射性崩壊から発生している。
海洋では、測定器の先端を海底に突き刺して地温勾配を調べる。